# Villars-le-Comte
Villars-le-Comte é uma comuna da Suíça, situada no distrito de Broye-Vully, no cantão de Vaud. Tem 4,2 km² de área e sua população em 2018 foi estimada em 132 habitantes.